# Growing Up in Public
Growing Up in Public ist das zehnte Solo-Studioalbum des amerikanischen Rockmusikers Lou Reed, das im April 1980 von Arista Records veröffentlicht wurde. Produzenten waren Reed und Michael Fonfara.

## Produktion
Growing Up in Public wurde in den AIR Studios in Montserrat aufgenommen. Es war Reeds letztes Album im Rahmen seines auf fünf Alben ausgelegten Vertrags mit Arista, und auch sein letztes mit seiner langjährigen Live Band, die von Keyboarder Fonfara dominiert wurde.
Für Fonfara war es das erste Album, für das Reed ihm erlaubte, etwas zu schreiben. Fonfara schrieb die gesamte Musik, Reed die Texte.
Die Bläser- und Choralstrukturen von The Bells wurden zugunsten von treibenden, von Gitarre und Keyboard dominierten Strukturen aufgegeben, die so etwas wie eine stürmischere Version von Transformer oder eine abgespeckte Ausgabe von Rock ’n’ Roll Animal ergeben.
Das Albumcover wurde von Mick Rock gestaltet.

## Songs
Anfang 1980 hatten Reed und Sylvia Morales geheiratet. Reed arbeitete zu dieser Zeit auch an der Überwindung seiner langjährigen Alkohol- und Drogensucht.
In den Songtexten setzte sich Reed mit persönlichen Problemen auseinander und zeigte eine wachsende Reife in seinem Schreiben. Die Texte einiger Songs nehmen das persönliche, emotional nackte Songwriting vorweg, das die beiden außergewöhnlichen Alben kennzeichnete, die folgen sollten, The Blue Mask und Legendary Hearts.
How Do You Speak to an Angel ist eine ergreifende Ballade, die sich mit Themen wie Liebe, Verlust und Bedauern auseinandersetzt.
In My Old Man beendete Reed die Geschichte über die Enttäuschung eines Sohnes über seinen Vater mit der ironischen Einflechtung von Zeilen aus Walk Like a Man (1963) von den Four Seasons, einem von drei Songs auf diesem Album mit musikalischen Easter Eggs am Ende.
Ein weiteres ist Smiles. Reed rettete den Song mit dem Ende, indem er und die Band in die „doo doos“ von Walk on the Wild Side einstiegen.
Und am Schluss von Teach the Gifted Children zitierte Reed Al Greens Soul-Klassiker Take Me to the River (1974).
Der schwächste Song des Albums ist The Power of Positive Drinking – ein Titel, den Reed möglicherweise von einem Country-Hit von Mickey Gilley entliehen haben könnte, aber wohl eher eine Perversion von Norman Vincent Peales legendärem Selbsthilfe Handbuch Die Kraft des positiven Denkens.
Think It Over ist eine anmutige Neubearbeitung des Songs Coney Island Baby und passenderweise eine der wenigen Stellen auf dem Album, an denen Reeds charakteristische Rhythmusgitarre zu hören ist. Ein anderer Kritiker nannte Think It Over dagegen ein minderwertiges Remake von Coney Island Baby.

## Rezeptionen
Das Album erhielt gemischte Bewertungen von Musikkritikern.
Der Kritiker der Village Voice, Robert Christgau, meinte, dass Reed How Do You Speak to an Angel aus der Mitte der Speiseröhre schleudert, als ob Street Hassle zu Street Legal führt; es seien meistens intelligente Songs, die leicht daneben gehen.
Mark Deming von AllMusic schrieb rückblickend, dass Growing Up in Public bei seiner Erstveröffentlichung nicht sehr beachtet wurde, es aber all diese Jahre später wie eine Trockenübung für die kreativste Periode von Reeds Solokarriere klingt.
Für Nick Kent vom New Musical Express war Reed endlich bereit, Themen mit einer Klarheit und Leidenschaft anzugehen, die sein erstes Album der 1980er Jahre zu einer der mutigsten Leistungen seiner gesamten Karriere machen.
Für Billboard waren es die bissigen Texte und die kompetente Ausführung der Musik, die diese LP auszeichnen.
Laut Mikal Gilmore vom Rolling Stone überbrückt Reed mit seinem Material die schwierige Kluft zwischen moralischer Erzählung und unverfälschter Autobiografie; es mag sein bestes Album sein oder auch nicht, aber es ist sicherlich sein am härtesten erkämpfter Sieg: eine Platte über den langen Weg zurück aus Berlin.
Für Adrian Denning klingt das Set wie eine geschliffene, weit weniger gefährliche Version von Velvet Underground, die größtenteils auf vertrauten Gitarrenklängen basiert, und ist deshalb eine der leichter verdaulichen Veröffentlichungen von Reed.
Dave Connolly von Progrography würde Growing Up in Public nicht auf das gleiche Podest wie Berlin stellen, hielt es aber Song für Song für eine der zauberhaftesten Platten von Reed, die er besitzt, und für wohl das beste der komödiantisch-tragischen Alben, zu denen auch Mistrial und Legendary Hearts gehören.
Le Baron von Nightfall schrieb, dass Reed die Stimme, nach der er jahrelang gesucht hat, gefunden hat, und die mit The Bells begonnene Wandlung weitergeht.

## Tour
Die Tour zu Growing Up in Public im Sommer 1980 bestand aus 9 Auftritten in den USA und 12 in Europa. Das Programm eines Auftritts bestand dabei durchschnittlich aus 19 Songs, davon 7 vom neuen Album.
Nach der Tour kündigte Reed an, dass er keine Konzerte mehr geben würde. Bis zur Legendary Hearts Comeback Tour im Jahr 1983 hielt er sich daran.

## Titelliste
Alle Titel wurden von Lou Reed und Michael Fonfara geschrieben.
Erste Seite
1. How Do You Speak to an Angel – 4:08
2. My Old Man – 3:15
3. Keep Away – 3:31
4. Growing Up in Public – 3:00
5. Standing on Ceremony – 3:32

Zweite Seite
1. So Alone – 4:05
2. Love Is Here to Stay – 3:10
3. The Power of Positive Drinking – 2:13
4. Smiles – 2:44
5. Think It Over – 3:25
6. Teach the Gifted Children – 3:20